# Légny
Légny – miejscowość i gmina we Francji, w regionie Owernia-Rodan-Alpy, w departamencie Rodan.
Według danych na rok 1990 gminę zamieszkiwało 337 osób, a gęstość zaludnienia wynosiła 85 osób/km² (wśród 2880 gmin regionu Rodan-Alpy Légny plasuje się na 1293 miejscu pod względem liczby ludności, natomiast pod względem powierzchni na miejscu 1590).